# Погорілець-Воскресенський
Погорілець-Воскресенський (рос. Погорелец-Воскресенский) — присілок у Волховському районі Ленінградської області Російської Федерації.
Населення становить 2 особи. Належить до муніципального утворення Хваловське сільське поселення.

## Історія
Згідно із законом № 56-оз від 6 вересня 2004 року належить до муніципального утворення Хваловське сільське поселення.

## Населення
| 1885 | 1910 | 1997 | 2007 | 2010 | 2017 |
| ---- | ---- | ---- | ---- | ---- | ---- |
| 106  | ↗228 | ↘0   | ↗2   | ↗7   | ↘2   |